# Peter Axelsson (informationschef)
Peter Axelsson, född 1965, var förbundsordförande i Ungdomens nykterhetsförbund 1987–1991, vice förbundsordförande 1985-1987.
Efter sin tid som förbundsordförande har Peter Axelsson arbetat som lärare vid Tollare folkhögskola 1991–1996, informationschef för IOGT–NTO-rörelsen 1992–1997, Folkets Hus och Parker 1997–2000, Svensk Biblioteksförening 2000 - 2011 och som förbundssekreterare för studieförbundet NBV okt 2011 - mars 2014. Från april 2014 till augusti 2021 var Peter Axelsson kommunikationsstrateg på Kungliga biblioteket. Sedan september 2021 arbetar Peter Axelsson som chef för Regionbibliotek Stockholm.
Peter Axelsson ansvarade för Svensk Biblioteksförenings fleråriga Library Lovers-kampanj för en nationell bibliotekspolitik. Kampanjen utsågs till Årets Kampanj vid StockholmMediaAward 2009.